# Друзі ангелів
«Друзі янголів» (англ. Angel’s Friends) - італійський мультсеріал, автор ідеї - Симона Феррі.
Виробництво серіалу розпочалося у 2009 році під керівництвом італійської мультиплікаційної компанії «Mondo TV». За основу сюжету були взяті комікси «Друзі ангелів», які випускалися з березня 2007 по червень 2008 видавництвом Play Press і засновані на оригінальній сюжетній лінії Симони Феррі. 12 жовтня 2009 на каналі Italia 1 відбулася прем'єра першого сезону мультсеріалу.
Успіх першого сезону та позитивні відгуки кінокритиків спонукали розпочати роботу над сценарієм другого сезону. Також 23 квітня 2011 року відбулася прем'єра повнометражного фільму «Друзі янголів: Між мрією та реальністю». Прем'єру другого сезону в Італії спочатку було заплановано на осінь 2012 року, проте пізніше її перенесли на весну 2013 року.

## Сюжет
Група Янголів (Раф, Урі, Мікі та Цукерка) і група демонів (Салфіс, Кабальє, Кабірія та Гас) спускаються на Землю, щоби розпочати своє навчання. Янголи повинні навчитися надихати людей на добрі вчинки й бути справжніми Ангелами-охоронцями, а демони - бути спокусниками. Також для них існує особлива заборона – ВЕТО (заборона викриття, дотику одне до одного та перешкоджання/підслуховування, іт. -  Vietato Esporsi, Toccare, Ostacolare/Origliare). Янголи та демони борються за своїх підопічних – смертних учнів Золотоверхої Школи. Хто переможе у вічній битві Добра і Зла? Янголи? Демони? А може, дружба чи… кохання?

### Перший сезон
Дівчина-янгол Раф спускається на землю, щоби вступити до Золотоверхої школи. Тут вона зустрічає свого суперника — демона Салфіса, якого, незважаючи на ВЕТО, торкається в перший же день знайомства. Одночасно з цим, за Раф починають стежити могутня безсмертна чаклунка на ім'я Рейна та її смертний раб Малакі. Павук, створений Рейною, кусає Раф і Салфіса, який надає цим двом сміливості зізнатися собі у власних почуттях та виражати їх попри всі заборони. Рейна хоче вибратися зі своєї в'язниці, в яку вона потрапила за скоєний гріх. Для втечі їй потрібно розірвати магічні ланцюги, якими вона прикута. Але розірватися вони можуть тільки від нового гріха, яким є поцілунок Янгола та демона.
Незважаючи на захисні заходи, ужиті друзями та вчителями пари, Рейна таки досягає свого. Раф і Салфіса за поцілунок ледь не відрахували зі школи. Після цього професори Аркан і Темптел розповідають своїм учням легенду про Рейну, яка є нейтралом, тобто безсмертною, але ні ангелом, ні демоном. Рейна ж не змушує довго чекати: вона організовує свято у «своєму» будинку, на яке запрошені смертні учні Золотоверхої Школи, а отже і їхні безсмертні хранителі. Заманивши друзів Раф і Салфіса в пастку, вона розмовляє з парою віч-на-віч і розкриває Раф секрет її походження: насправді дівчина народилася на Землі в сім'ї короля та королеви, випадково вбитих під час битви янголів і демонів. У такий спосіб, нейтрал переконала Раф увійти до Зали Портретів, аби побачити фотографії своїх справжніх батьків. Рейна користується цією можливістю, щоби проникнути туди, викрасти всі портрети та отримати контроль над усіма смертними. Раф хитрістю потрапляє в будинок Рейни й краде в неї ключ від кімнати, де чаклунка зберігає портрети, а також знайомиться зі своїм справжнім батьком - Малакі та дізнається реальну історію своєї сім'ї. Малакі жертвує своїм життям, аби врятувати Раф. Янголи та демони, а також Сила Зірки Раф перемагають Рейну та повертають портрети. Мати Раф ще жива, але її тримають у вічному сні незнайомці, які з невідомих причин не хочуть, щоби дівчина відшукала свою матір.

### Повнометражний фільм
На літніх канікулах Раф постійно сниться сон про її весілля з Салфісом. Дівчина вирішує, що їй і демонові краще забути одне одного, і вона разом із друзями вирушає на відпочинок до літньої школи, сподіваючися на те, що хлопця там не буде. Однак він усе ж таки виявляється там, і під час розмови Раф говорить Салфісу, що зустрічається з іншим. Розлючений демон кидає Раф, але на самоті страждає.
Наступного дня в літній школі розпочинаються заняття. Підопічні янголів і демонів, які теж приїхали до табору, збираються разом зі своїми наставниками відреставрувати старий занедбаний театр і зіграти в ньому спектакль. Едвард, підопічний Цукерки та Кабальє, випадково знаходить між рядами сценарій «Ромео та Джульєтти», усі погоджуються зіграти цю трагедію. Дівчина Дженніфер викликається зіграти Джульєтту та запрошує свого хлопця на роль Ромео. Але той відмовляється від ролі, і вона переходить Едвардові, таємно закоханому в Дженніфер. Проте якийсь безсмертний у плащі не бажає, щоби театр знову відкрився.
На час уроків комунікації Раф і Салфіс із друзями стають смертними та вливаються в компанію своїх підопічних, допомагаючи їм із репетиціями. Едвард розповідає всім легенду про примару в театрі та пропонує провести там ніч. Після недовгих суперечок усі погоджуються. Коли Дженніфер провалюється під підлогу, янголи та демони, вирішивши врятувати дівчину самотужки, спускаються у велику печеру під театром, де з'ясовується, що загадковий безсмертний — янгол Тайко, який порушив ВЕТО. Після бою, в якому перемагає команда Янголів і демонів, Тайко розповідає, що він уже багато років охороняє від інших безсмертних Шлях Перетворень, здатний зробити безсмертного смертним. Але ключ, який відчиняє двері Шляху, зламався під час битви, і тепер Вітер Перетворень може стати надто лютим і зруйнувати все довкола, якщо вирветься. Раф та її коханий залишаються в печері одні. Дівчина розповідає Салфісу, що збрехала про іншого, уважаючи, що їм краще забути одне одного. Салфіс вибачається перед Раф за свою поведінку й навіть пускає сльозу. Тут вони виявляють ефект сліз демона та відновлюють ключ. Салфіс вигадує план: можна поступово прочиняти двері, випускаючи вітер частинами. Це спрацьовує.
Учні Золотоверхої школи організовують виставу до відкриття оперного театру. Однак оскільки Едвард і Дженніфер не можуть виступати, головні ролі доводиться грати... Раф і Салфісу. Перед самим виступом вони вирішують, що поговорять про Шляхи Перетворень і своє майбутнє після канікул.

### Другий сезон
За літо і Раф, і Салфіс багато думали про Шляхи Перетворень і бажають якнайшвидше зустрітися в Золотоверхій Школі, щоб ухвалити спільне рішення. Однак усе йде не так, як вони хотіли. Салфіса гіпнотизує дивна дівчина на ім'я Синьоволоса, і під її гіпнозом Салфіс приходить у таємну печеру під школою, де Кабрел і Кассіді виносять йому ультиматум: Салфіс виконуватиме їхні вимоги або вони вб'ють матір Раф, яка перебуває в них. Кабрел і Кассіді є генералами армій янголів і демонів, а також новими директорами Золотоверхої Школи.
Кабрел і Кассіді дають своїм учням нових підопічних. Салфіс змушений підкорятися наказам, а в Синьоволосої виникають романтичні почуття до демона. Раф дуже швидко помічає дивну поведінку Салфіса: він або не звертає на неї уваги, або знову стає таким, як раніше. Але демон чинить так за вимогами своїх директорів, мета яких, пробудивши любов і ненависть у серці напівсмертної-напівбезсмертної Раф, викликати цим дисгармонічну вібрацію, за якої вони зможуть знайти й знищити ваги ВЕТО - предмет, що підтримує баланс добра і зла в Усесвіті. Салфіс намагається чинити опір, але старання Кабрела та Кассіді дають свої плоди. Після відмови демона підкорятися шантажистам, ті утворюють його клона. Цей клон на очах у Раф цілує Цукерку, яка думала, що цілує смертного Олександра (вона була під дією галюциногену, який був уведений їй через укус змії в шию). Директорам удається знайти ваги ВЕТО, а потім за допомогою Раф, яка не усвідомлювала, що може статися, руйнують їх. Водночас вони, самі того не бажаючи, звільняють маму Раф. Генерали знову збирають свої армії, щоби відновити війну між янголами та демонами. Ситуація ускладнюється тим, що до землі летить особлива комета — Комета Долі, здатна назавжди змусити зникнути янголів або демонів. Однак Раф, Салфіс і їхні друзі викликають Кабрела, Кассіді та їхніх сторожів на поєдинок. Раф і Салфіс борються проти генералів, але програють. У момент наближення Комети Долі до Землі, ослаблі Раф і Салфіс за допомогою своїх обіймів випускають силу, що змогла розвернути Комету назад у космос. ВЕТО більше немає, а янголи та демони вже ніколи не будуть ворогами. Кабрел і Кассіді позбавлені привілеїв і заарештовані.
Після всього пережитого Раф і Салфіс висловлюють одне одному та своїм друзям бажання спробувати пройти Шлях Перетворень і стати людьми, щоби дати свободу своїм почуттям. Професорам Аркану та Темптел не залишається іншого вибору, окрім як благословити їхнє звершення та побажати їм удачі.
Незадовго до фінальної битви Синьоволоса встигла отримати від Кассіді й Кабрела в нагороду за свою роботу ключ. Вона повертається в Лімбо й випускає з вічного ув'язнення Рейну.

## Місця дії
Золотоверха Школа
Це школа, де навчаються як смертні, так і янголи з демонами. Розташована в центрі земного міста та є досить великою будівлею.
Тут присутні невидимі для смертних кабінети та кімнати, а також окремі гуртожитки для янголів і демонів. У школі є Кімната Змагань (або Кабінет Виклику), де вирішується, хто першим впливатиме на підопічного, і Зала Портретів, де розташовані душі всіх смертних. Також є окремі кабінети для навчання янголів і демонів і зал засідань, де відбуваються обговорення важливих питань і дисциплінарні слухання. У школі є свій комп'ютерний клас, їдальня, спортивний зал, костюмерна. Учителями спочатку були лише професори Аркан і Темптел; у другому сезоні до них приєдналися вчителі Омнія та Гнозіс, а також Теренс і Скарлетт, які з'явилися ще в повнометражному фільмі.
Земне місто
Місто, в якому живуть підопічні янголів і демонів, має вихід до моря. У передмісті розташований особняк, в якому раніше жили земні батьки Раф. Назва міста в мультсеріалі не згадувалася, однак очевидно, що це якийсь європейський мегаполіс.
Енджі-Таун (Місто янголів)
Мирне, спокійне місто, розташоване в раю, де живуть янголи. Його особливість - велика кількість парків і скверів, які надають місту особливої краси. Серед визначних пам'яток можна виділити Центральний Парк, Небесну Галерею, оранжерею з Вербою-всевідою. Перебуває під контролем Високих Сфер.
Сірчане місто (Місто демонів)
Місце життя демонів, підземне місто в оточенні вулканів і сірчаних фонтанів. Дуже забруднене випарами та автомобільними вихлопами. Найвідоміші місця в місті - Гримучий Склеп, Пагорб Повішених, Веселковий бар; є навіть спеціальна гоночна траса. Місто контролюється Низькими Сферами. Також його називають Містом Метч.
Лімбо
Особливий простір поза контролем і Високих, і Низьких Сфер, про який мало відомо навіть їм; майже повністю занурений у туман. За словами професора Аркана, якщо залишатися тут надто довго, можна забути навіть своє ім'я та причину свого перебування тут. Є свого роду в'язницею для вигнанців світу безсмертних, де тривалий час ув'язнена й Рейна. Лише святотатство між янголом і демоном є достатньо могутнім, аби зруйнувати стіни цієї в'язниці. Можливо, Лімбо навіть має правителів, бо в одній із серій Синьоволоса каже, що вона — принцеса Лімбічі.
Храм ВЕТО
Величний стародавній храм, що, мабуть, розташований десь далеко в космосі. Через це його неймовірно складно виявити, однак усе ж є два способи це зробити — за спеціальною картою чи дисгармонічною вібрацією. Місце зберігання ваг, які підтримують дію ВЕТО, на Землі. Храм був зруйнований силою Зірки ангелів Раф за злим наміром генералів Кассіді та Кабрела.

## Виробництво серіалу

### Створення
Під час книжкового ярмарку в Болоньї, який відбувся у 2007 році, деякі виробничі компанії пропонували створити анімаційні версії коміксів. Симона Феррі, творець сюжету коміксу «Друзі янголів», почала співпрацювати з дитячим психологом і соціологом Едді Джеймусом. Разом вони вирішили знизити вік персонажів, аби зробити їх прикладами для наслідування для дітей.
Спочатку творцем виступала мультиплікаційна компанія Stranemani, яка планувала створити 26 епізодів по 20 хвилин. Нею незабаром було випущено й трейлер мультсеріалу. Версія Stranemani була створена на основі дизайну персонажів коміксів, а сюжет майже не відрізнявся від оригінального. Але під час Міжнародного фестивалю коміксів у Каннах було обрано версію Mondo TV. Вона складалася з 52 епізодів тривалістю по 13 хвилин з дещо переробленими сюжетом і мальовкою персонажів. Починаючи з цього часу, виробництвом займалися компанії Mondo TV, RTI і Play Entertainment. Згодом телекомпанія RTI відмовилася від подальшого виробництва та просування мультсеріалу.
Сюжет мультфільму отримав позитивні оцінки європейських фахівців із дитячої психології, які відзначили, що на прикладі головних героїв діти можуть навчатися незалежності від думки колективу та розвитку в собі лідерських якостей, а також умінню любити.

### Інформація про сезони
Перший сезон був показаний 12 жовтня 2009 на телеканалі Italia 1, а пізніше, 4 жовтня 2010, його показали знову, але вже на телеканалі Boing. Незважаючи на низку змін, спрямованих на жіночу цільову аудиторію від 6 до 13 років, 30% аудиторії склали чоловіки. У січні 2011 року Mondo TV оголосили про початок виробництва другого сезону, який також складається з 52 епізодів по 13 хвилин. У вересні 2011 року було випущено трейлер другого сезону. Вихід серій в Італії було призначено на осінь 2012 року.
Повнометражний фільм «Друзі янголів: Між мрією та реальністю», що вийшов 23 квітня 2011 року, продовжує події першого сезону та доповнює його деякими деталями.
Через затримки на виробництві прем'єрний показ другого сезону було перенесено на весну 2013 року. Він викликав неоднозначні оцінки критиків і глядачів, але загалом продовження не надто поступалося першому сезону.
Загалом станом на лютий 2013 мультсеріал налічував 111 серій (з урахуванням епізодів, отриманих при поділі повнометражного фільму).

### Видання на DVD та CD
Перший сезон мультсеріалу був виданий в Італії DVD-збіркою, випущеною телекомпанією Mondo Home Entertainment у листопаді 2009 року. До складу колекції входять 10 DVD-дисків, перші два з яких містять по 6 епізодів, а решта — по 5 епізодів на кожному. DVD-збірки першого сезону також були випущені в Чехії, росії, Польщі та Греції.
2 листопада 2010 року було опубліковано музичний альбом, присвячений мультсеріалу. Альбом, спродюсований компанією звукозапису Mediaset, містить композицію італійської співачки Крістіни Д'Авена та 10 пісень, присвячених героям серіалу:
1. Angel's Friends (Друзі ангелів) – Cristina D'Avena
2. Cabiria (Кабірія) – Kate Kelly
3. Kabalè (Кабальє) – Gabriella Vainiglia
4. Malachia (Малакі) – Silvio Pozzoli
5. Gas (Гас) – Antonio Divincenzo
6. Miki (Мікі) – Maria Concetta Montesano
7. Raf (Раф) – Gisella Cozzo
8. Sulfus (Салфіс) – Mark Evans
9. Reina (Рейна) – Jacobs Sewit Villa
10. Dolce (Цукерка) – Fabiana Vitellio
11. Uriè (Урі) – Barbara Comi

## Трансляція в інших країнах
«Друзі янголів» швидко набули популярності по всьому світу. Мультфільм транслювався в багатьох країнах Європи, як-от Франція, Іспанія, Португалія, Бельгія, Люксембург, Болгарія, Білорусь, Чехія, Греція, Словаччина, Молдова, Україна, країнах Латинської Америки (Бразилія, Мексика, Венесуела тощо), а також у США, Канаді, Таїланді, В'єтнамі, Японії, Тунісі, Казахстані, росії та ПАР.
Усього станом на вересень 2011 року ліцензії на показ мультсеріалу було продано 56 країнам.